# ISO 5218
Il codice standard internazionale ISO 5218 definisce una rappresentazione dei sessi attraverso un linguaggio codificato a carattere unico. Può essere usato nei database e nelle raccolte statistiche come dato universale.
I quattro codici specificati nell'ISO 5218 sono:
- 0 = sconosciuto
- 1 = maschio
- 2 = femmina
- 9 = non specificato